# Древлеправославная поморская церковь
Древлеправосла́вная помо́рская це́рковь (сокращённо ДПЦ) — современное официальное название крупнейшей религиозной организации староверов поморского согласия. Как и многие беспоповские старообрядческие толки, ДПЦ не имеет трёхчинной иерархии; принятые у поморцев таинства (крещение, исповедь) совершаются мирянами. Общины возглавляются духовными наставниками.
В истории России известна и под другими названиями — Церковное общество христиан-поморцев, Старообрядческая поморская церковь и др.
Оформление согласия как беспоповского произошло после того, как после смерти последних дораскольных священников было решено отказаться от практики приёма беглых священников-никониан, переходящих из Русской православной церкви. В условиях отсутствия священства службы стали вестись избранными грамотными мирянами. На основе иноческого соловецкого устава был создан Поморский устав для ведения службы мирянам, в котором были опущены слова, которые произносились священниками. Также в Поморье на реке Выг был организован Выговский монастырь, ставший духовным центром всего согласия с конца XVII до середины XIX века. По ним и всё согласие получило наименование Поморского. Выговский монастырь имел свои представительства в Петербурге и в Москве. В Петербурге представительством монастыря была моленная на Моховой улице, закрытая властями в 1852 году.

## История церкви

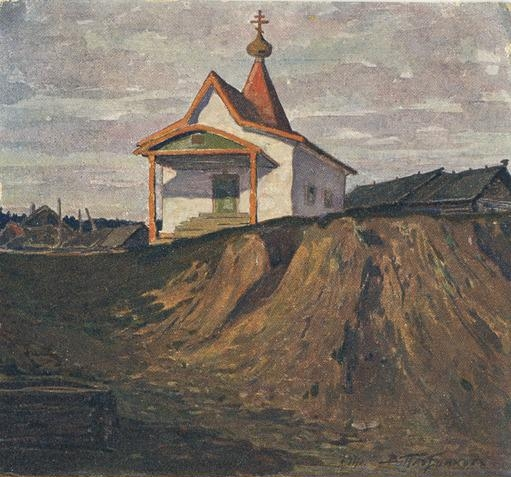
В. А. Плотников (1866—1917). Древлеправославная часовня на Архангельском Поморье.

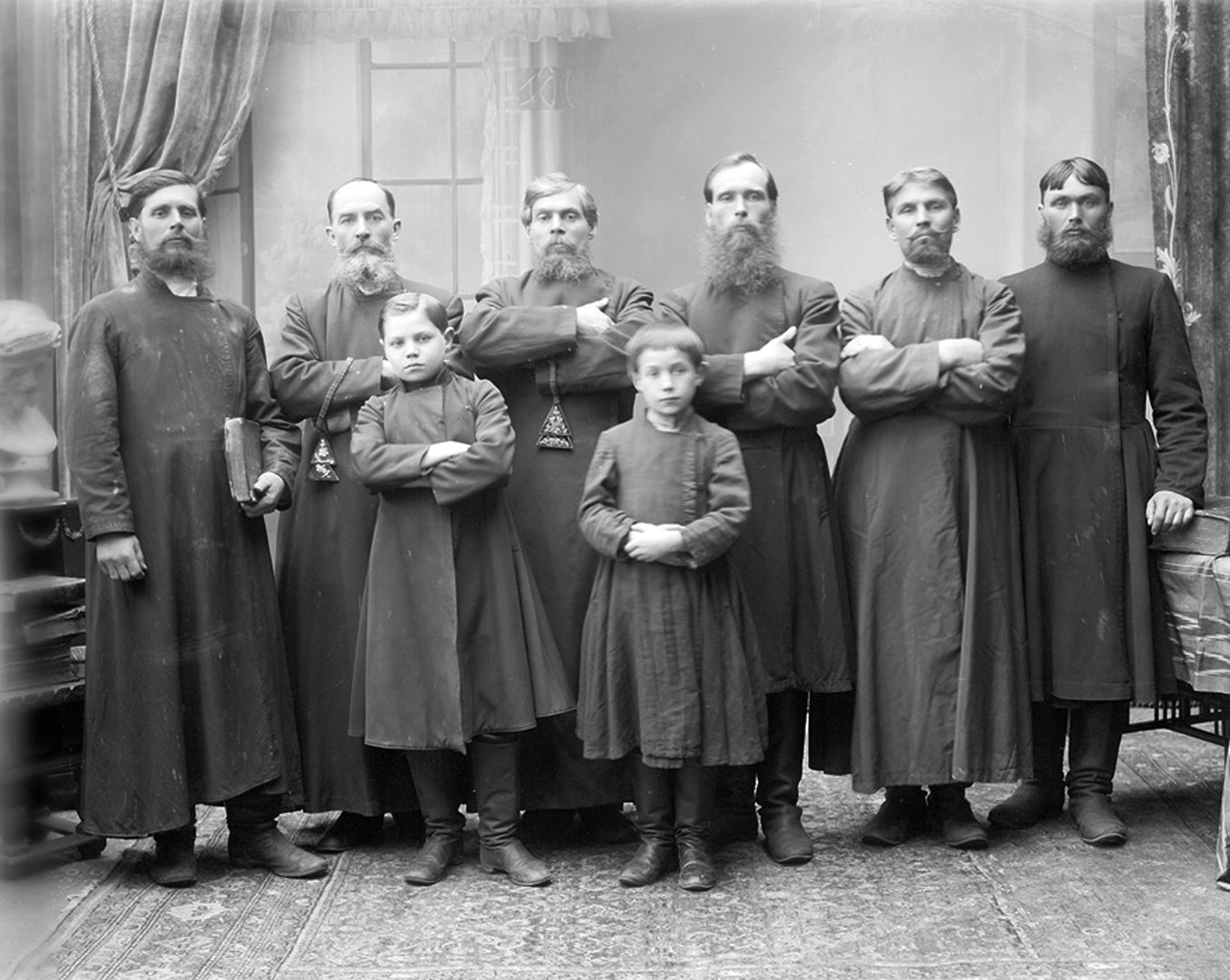
Группа нижегородских старообрядцев-поморцев, до 1917 г.

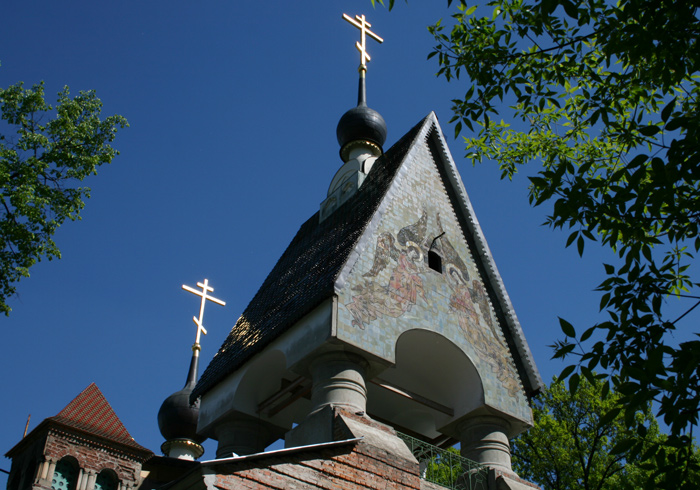
Церковь Воскресения Христова и Покрова Богородицы в Токмаковом переулке (Москва)

Начало крупнейшему духовному центру поморского согласия было положено в 1694 году, когда была основана община на реке Выг — Выговская мужская обитель (Выговское общежительство) под руководством братьев Денисовых. В 1706 рядом с ней основана женская Лексинская обитель. Выговская обитель прославилась составлением Поморских ответов, которые фактически стали апологетической основой для защиты Древлеправославия. Местные общины поморцев стали в начале XIX века важными экономическими центрами Севера России.
В течение всего XVIII века среди староверов-поморцев велась полемика о бессвященнословном браке, то есть о возможности заключения брака в условиях отсутствия священства. В итоге брачный чин был утвержден в Выговском общежительстве на Соборе 1798 года (нет точных данных, скорее чин был составлен и внедрен московскими беспоповцами, отколовшимися от Выговского учения). Несогласные с этим решением получили наименование старопоморцев, и постепенно влились в состав идеологически близких Филипповского и Федосеевского согласий. Благодаря введению брачного чина поморцы узаконили супружеские отношения, что со временем было признано и государством, что привело к возможности законной передачи имущества по наследству, и как следствие стало привлекательным для состоятельных староверов-беспоповцев.

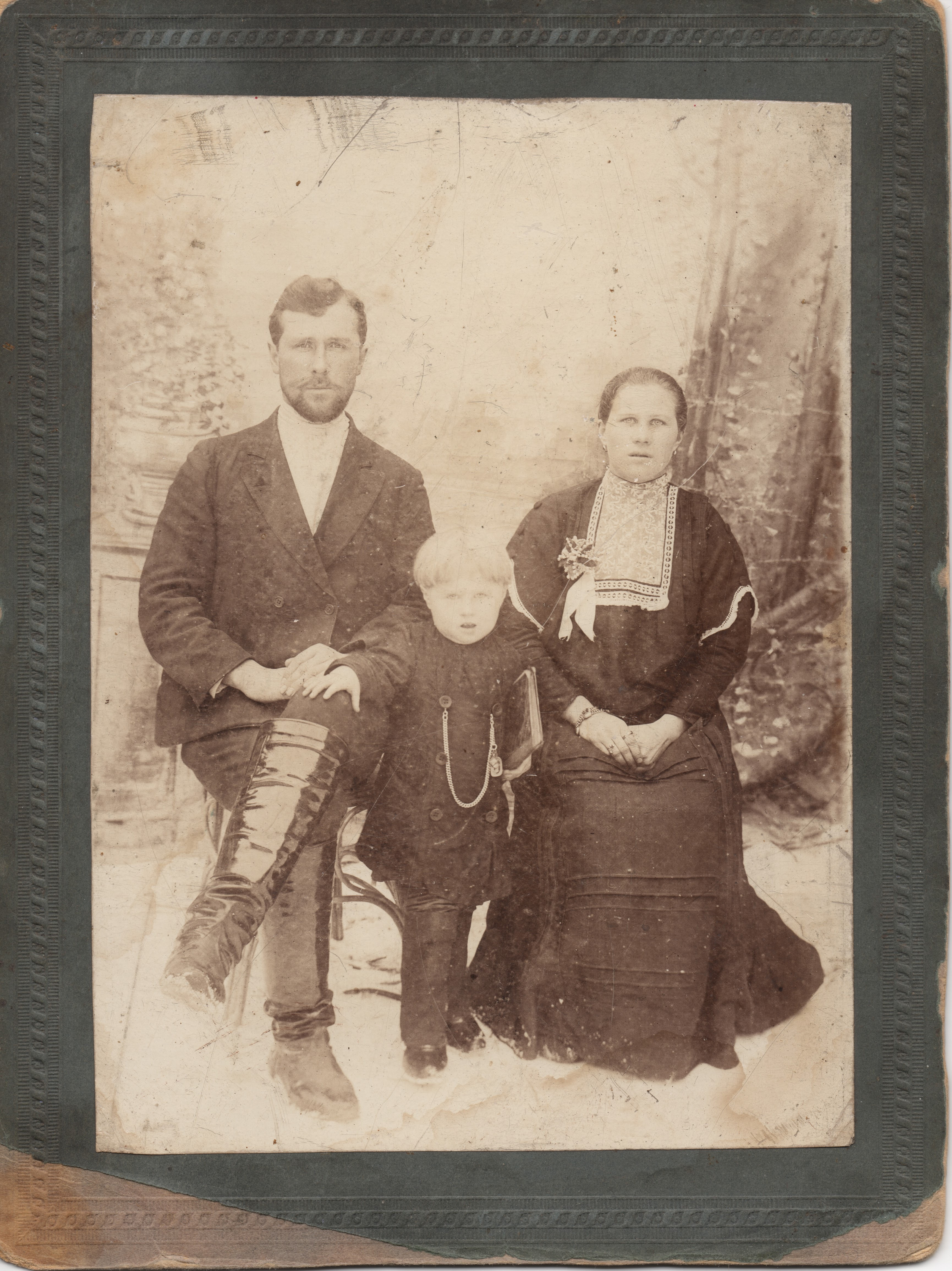
Семья старообрядцев-поморцев из села Новый Усад (Васильсурский уезд Нижегородской губернии около 1910-1915 гг.)

Официальная церковная организация была образована после издания манифеста 17 апреля 1905 «О свободе вероисповедания». Вскоре после этого в Поморское согласие перешла многочисленная и влиятельная Рижская Гребенщиковская старообрядческая община, отделившаяся от федосеевцев ещё в первой половине XIX века. Первый Всероссийский собор поморцев прошёл 1—10 мая 1909 года в Москве, Второй — в 1912 году, оба — в Церкви Воскресения Христова и Покрова Богородицы в Токмаковом переулке (Москва). Церковное общество староверов-поморцев стало именоваться Старообрядческой Поморской Церковью. В XIX и XX веках в поморское согласие перешёл ряд больших федосеевских общин Петрограда, Псковской, Новгородской областей, Поволжья, Прибалтики. Таким образом, в советское время поморцы стали самым многочисленным беспоповским согласием. Съезд христиан-поморцев в 1923 году разработал положение о церкви поморцев, предусматривавшее учреждение высшего Духовного совета и поместных (краевых, областных) духовных советов.
К концу 1930-х годов легальная церковная жизнь ДПЦ прекратилась: многие наставники были расстреляны, либо находились в заключении или на нелегальном положении. С тех пор «по нужде» стал широко распространен институт «наставниц» — женщин, руководящих общинами за отсутствием наставников-мужчин.
После присоединения Прибалтики к СССР, местный поморский христианский центр (Высший старообрядческий совет), созданный в Вильно ещё в 1925 году, не стал закрываться, что послужило началом легализации беспоповского старообрядчества в СССР. В 1966 и 1974 годах в Вильнюсе (Вильно) состоялись Соборы ДПЦ, имевшие фактически всесоюзный характер и собравшие большое количество делегатов. Последний Собор, состоявшийся в советское время, прошёл в Вильнюсе в 1988 году, после чего начался процесс формирования поместных объединений ДПЦ в различных республиках.
Учредительный съезд староверов-поморцев России прошел 21-22 ноября 1989 года в храме Московской Преображенской общины. 68 делегатов и гостей из 38 общин и приходов приняли участие в его работе. Они рассмотрели состояние Поморского старообрядчества в РСФСР и приняли решение об образовании Российского Совета Древлеправославной Поморской Церкви, утвердили программу его деятельности, обсудили вопрос о созыве Российского Поместного Собора.

## Современное положение

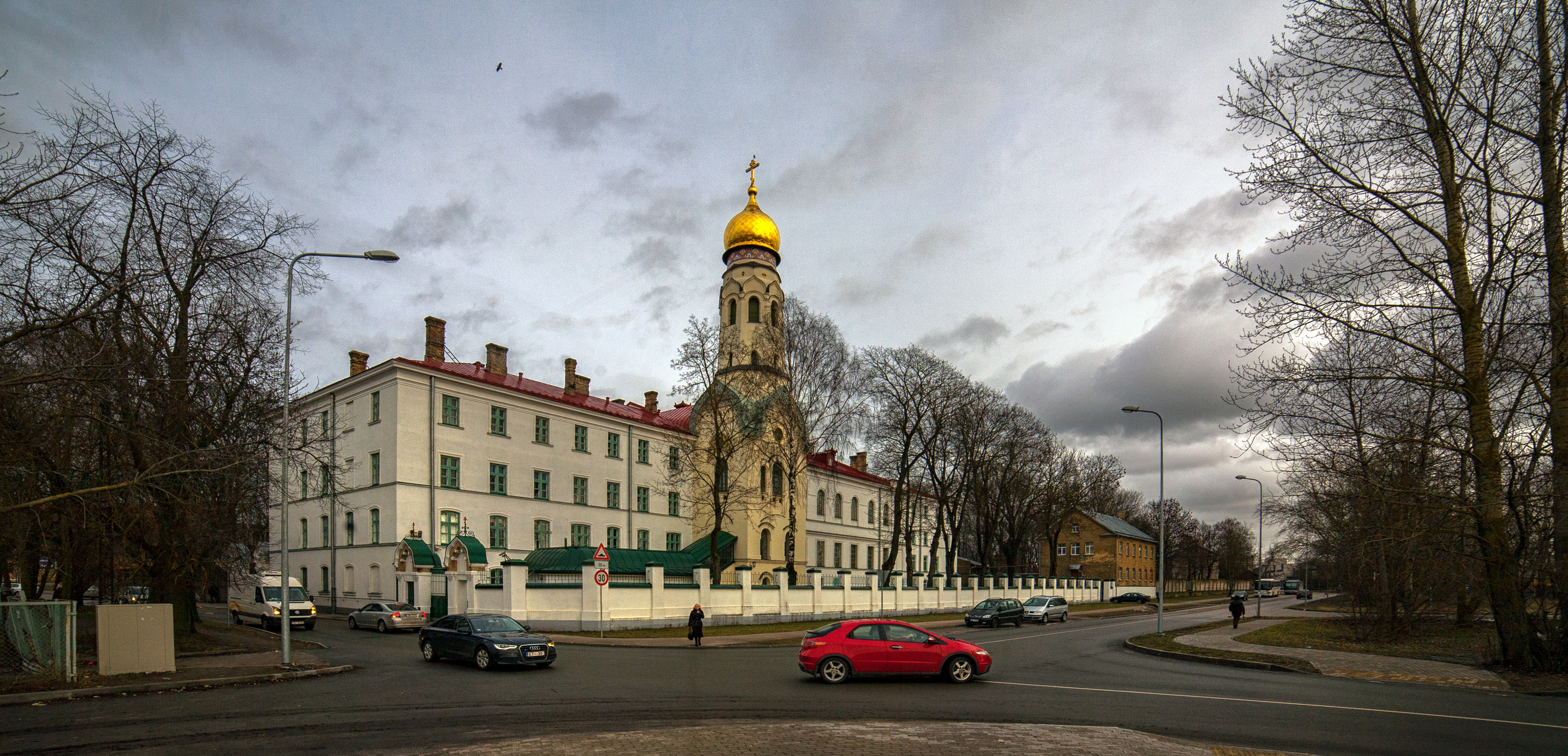
Успенская моленная Рижской Гребенщиковской старообрядческой общины

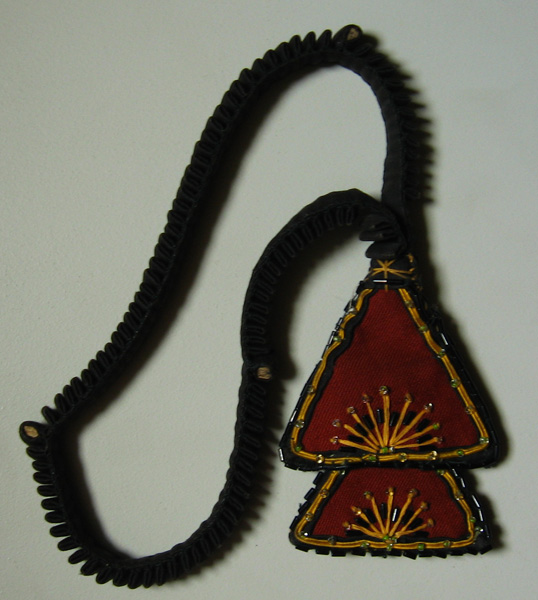
Поморская лестовка

В 1989 году был создан Российский совет ДПЦ, опекающий поморцев России, Украины (в 1996 г. — 18 общин, ответственная община — Харьковская), часть поморцев Беларуси (в 1996 г. — 22 общины, ответственная община — в г. Борисове), поморцев Молдавии (ответственная Единецкая поморская община), Казахстана (в 1996 г. — 10 общин, ответственная община — в Риддере), Киргизии (ответственная община — в Бишкеке).
В мае 2006, впервые с 1912 года, в Санкт-Петербурге (в Рыбацком) прошёл III Всероссийский Собор Древлеправославной Поморской Церкви, а в мае 2012 года, также в Санкт-Петербурге, в Знаменском Соборном храме на Тверской улице, состоялся IV Всероссийский Собор и Единый Собор ДПЦ, в работе которого приняли участие все поместные объединения ДПЦ.
По данным Министерства юстиции РФ, на 1 мая 2012 года на территории России зарегистрировано 50 религиозных организаций ДПЦ. Кроме того, без регистрации действует ещё более 200 общин и групп. За пределами России также имеется порядка 250 общин.
В настоящее время существует семь поместных объединений ДПЦ. Координационный орган — Единый Совет ДПЦ, созданный в 2001 году в Санкт-Петербурге, объединяющий духовные центры и отдельные общины на территории различных государств. 
Поместные центры — Российский Совет ДПЦ, Центральный Совет ДПЦ Латвии, Высший Совет ДПЦ Литвы, Центральный Совет ДПЦ в Республике Беларусь, Центральный Совет ДПЦ Украины, Союз старообрядческих общин Эстонии, Высший Совет ДПЦ Польши, Конференция старообрядческих общин в США.
В Древлеправославной Поморской Церкви действует несколько общественных организаций, издаётся периодическая литература (газеты и журналы), проводятся молодёжные и детские летние лагеря, действует два духовных училища (в Риге и Санкт-Петербурге), имеется две монастырские обители. Журнал-календарь издаётся тиражом 10000 экз.
В настоящее время имеется следующее количество общин:
В России — ок. 250 общин, в Латвии — 72, в Литве — 61, в Белоруссии — 42, на Украине — 35 общин, в Эстонии — 11, в Казахстане — 10, в Польше — 4, в США — 4, в Киргизии — 2, по одной общине в Молдавии, Румынии, Германии, Англии. Есть сведения о группах христиан-поморцев в таких странах как Финляндия, Швеция, Бразилия, Аргентина и Канада.

## Руководители Древлеправославной Поморской Церкви
- Пичугин, Лев Феоктистович (1909—1912)
- Худошин, Терентий Акимович (1912—1927)
- Ершов, Павел Васильевич (1927—1930)
- Розанов, Олег Иванович (ноябрь 1989 — 6 декабря 2017)
- Шамарин, Владимир Викторович (23 января 2018 — 15 мая 2025)
- Безгодов, Алексей Александрович (15 мая 2025 — н. в.)